# Erpse Krant
De Erpse Krant is een weekblad dat sinds 1969 verschijnt in de Noord-Brabantse dorpen Erp , Keldonk en Boerdonk. De krant verschijnt iedere donderdag huis aan huis in het binnen- én buitengebied. Op A4-formaat en gemiddeld 24 pagina’s dik. Huidige oplage is 3.100 exemplaren. De krant brengt het nieuws, berichten en verhalen. Uniek voor een weekblad is het grote aantal columnisten: in totaal 10, die over wisselende onderwerpen schrijven.

## Geschiedenis
Op 31 juli 1969 verscheen de allereerste editie van de Erpse Krant. Erp, Keldonk en Boerdonk vormden in die tijd nog de zelfstandige gemeente Erp. Het initiatief voor de krant kwam vanuit de middenstand, dat haar reclames bij de mensen over de bühne wilde brengen. Een van de initiatiefnemers – Frans van Hek – zou tot 2005 bij de krant betrokken blijven.

## Functie van de krant
Samen vormden Erp, Keldonk en Boerdonk ooit één gemeente. Intussen zijn ze onderdeel van de gemeente Meierijstad. De band is er nog steeds. Drie krachtige kernen. Vol activiteiten. Dorpen met een grote gemeenschapszin en hoge ambities die zijn gefundeerd op nuchterheid. Met mensen die de nek uit durven steken, ondernemen en daarin verder kijken dan de eigen dorpsgrenzen. Mensen die voor elkaar opkomen en voor elkaar zorgen. En mensen, veel mensen, die een verhaal te vertellen hebben. De krant brengt die verhalen en bindt en verbindt daarmee nog altijd de drie kernen.

## Bijzonderheden
De Erpse Krant probeert meer te zijn dan een papieren nieuwsbrenger en een steentje bij te dragen aan de gemeenschap. Enkele recente initiatieven daarin:
- De eigen TOP500: een lijst die is samengesteld door de inwoners uit Erp, Keldonk en Boerdonk. In 2022 kreeg deze lijst een vervolg met een eigen TOP500-café, waar dj's de muziek uit de lijst draaiden.
- De Boekenlijst: een lijst die is samengesteld door inwoners uit Erp, Keldonk en Boerdonk, met daarin alle favoriete boeken.
- De Complimentenkrant: in de laatste editie van 2018 en 2019 verscheen de complimentenkrant. Inwoners uit Erp, Keldonk en Boerdonk konden via de krant complimenten geven aan iemand die dat in hun ogen verdiende.
- De Columnistenavond: in 2017 en 2018 organiseerde de Erpse Krant een columnistenavond. De columnnisten van de Erpse Krant gaven een korte lezing over het onderwerp waarover zij wekelijks of tweewekelijks schrijven: natuur, muziek, kunst en dialect.
- De Fotoreis: in het kader van het 50-jarig bestaan gaat de krant een jaar lang op fotoreis met alle inwoners van de drie dorpen. Doel is om een jaar lang de mooie, bijzondere, typische plekjes en personen in de drie kernen via foto's in beeld te brengen.

## Uitgever
Lange tijd lag de krant statutair bij de Erpse Bedrijvenkring. Deze bekommerde zich echter redactioneel en commercieel niet met de krant. Die verantwoordelijkheid lag lange tijd bij Frans van Hek, die daarin werd bijgestaan door achtereenvolgens Frans Hoefs, Janus van den Bergh, Toine Jans en Jan Penninx. In 2005 kwam de krant op het bord te liggen van freelance journalist en tekstschrijver Jeroen Vissers.

## Drukker
De krant werd in vroeger tijden op verschillende plekken in Veghel gedrukt. In 1992 werd het drukken ondergebracht bij Drukkerij de Pandelaar. Jan van Lankveld zou de krant ruim 26 jaar lang blijven drukken. Helaas overleed hij in 2018 op 62-jarige leeftijd. In het harnas: achter zijn pers. Sindsdien wordt de krant gedrukt door Thijsen in Uden.